# Estinnes

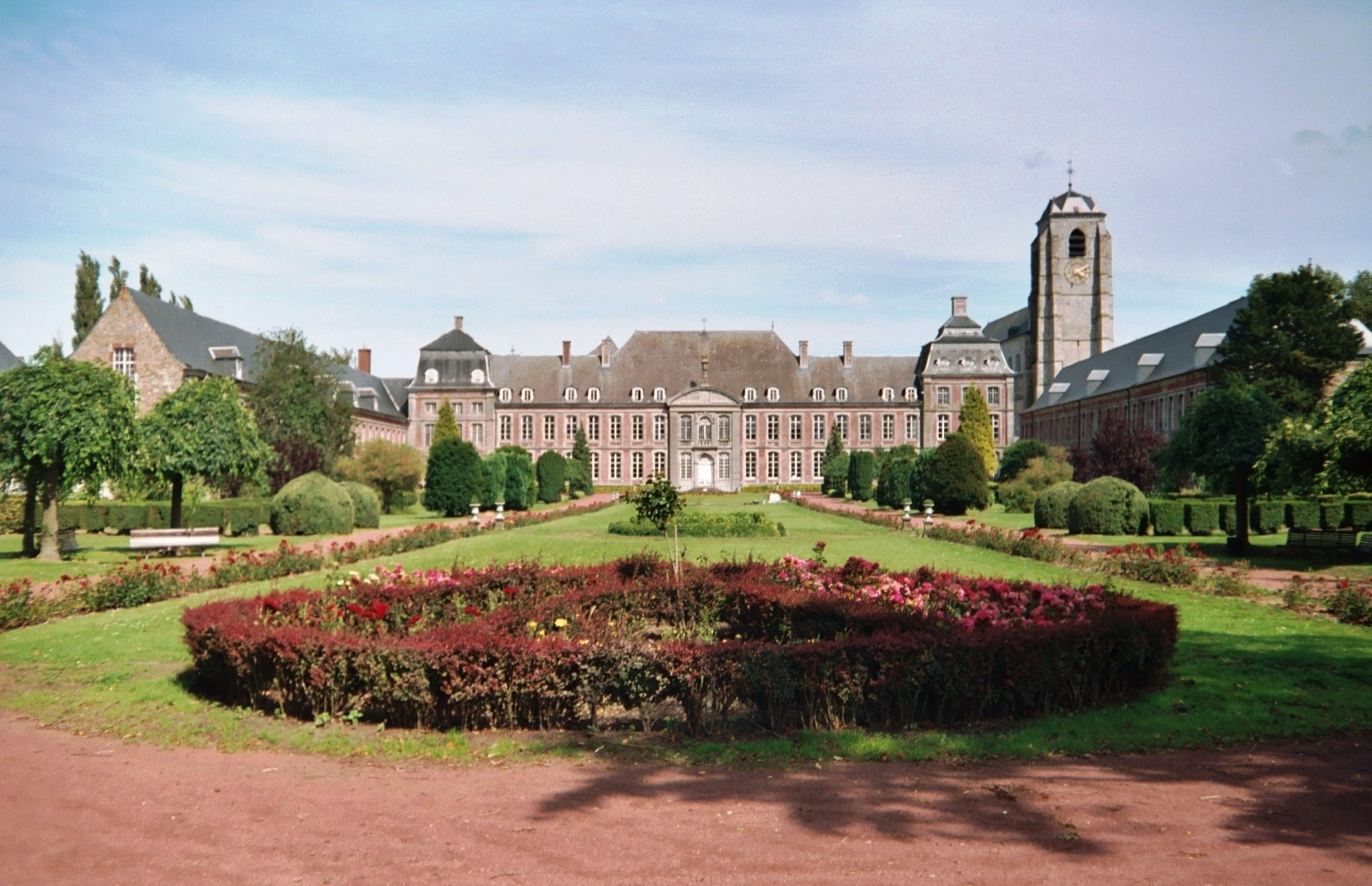
Tu viện Bonne-Espérance (1130) ở Estinnes (Vellereille-les-Brayeux)

Estinneslà một đô thị ở tỉnh Hainaut. Tại thời điểm ngày 1 tháng 1 năm 2006 Estinnes có dân số 7.413 người. Tổng diện tích là 72,73 km² với mật độ dân số là 102 người trên mỗi km².